# Drago Glamuzina
Drago Glamuzina (Vrgorac, 25. veljače 1967.), hrvatski pisac i urednik.

## Život i djelo
Diplomirao je komparativnu književnost i filozofiju na zagrebačkom Filozofskom fakultetu. Bio je novinar i redaktor u Vjesniku te redaktor i zamjenik glavnog urednika u tjedniku Nacional. Glavni urednik u izdavačkoj kući Profil je od 2003. do 2011. Od 2011. radi kao glavni urednik u izdavačkoj kući VBZ. Član je Hrvatskog društva pisaca. Objavljivao je književne tekstove i oglede u novinama, književnim časopisima i na radiju. U književnosti se javlja nagrađivanom knjigom pjesama "Mesari" (2001.) koja je u idućim godinama prevedena na njemački, makedonski i slovenski. U Srbiji je objavljena 2009. Pjesnička zbirka "Je li to sve" je objavljena na makedonskom 2010. Roman "Tri" je u izboru tportala proglašen za najbolji roman godine. Objavljen je i u Srbiji, Makedoniji i Sloveniji.

## Djela
- "Mesari", knjiga pjesama (2001)
- "Tri", roman (2008.)
- "Je li to sve", knjiga pjesama (2009.)
- "Sami u toj šumi", knjiga pjesama s fotografijama Stanka Abadžića (2011).

## Nagrade
- 2001. Nagrada Vladimir Nazor Ministarstva kulture za najbolju knjigu godine, za “Mesari”
- 2001. Kvirinova nagrada za najbolju knjigu pjesama autora do 35 godina, za “Mesari”
- 2009. Nagrada tportala za roman “Tri”